# Широгане-Мару
Широгане-Мару (Shirogane Maru) — транспортне судно, яке під час Другої світової війни взяло участь у операціях японських збройних сил на Соломонових островах.

## Передвоєнна історія
Широгане-Мару спорудили в 1938 році на верфі Harima Shipbuilding and Engineering в Айой для компанії Nippon Kaiun.
15 жовтня 1941-го судно приписали до Імперського флоту Японії як допоміжний транспорт. У серпні 1942-го його озброїли однією 80-мм гарматою Type 88 та одним 7,7-мм кулеметом MG Type 92.

## Рейси до Мікронезії
На початку грудня 1941-го судно перебувало на атолі Малоелап (Маршаллові острови), звідки вирушило 7 грудня та пройшло через Сайпан (Маріанські острови) до Йокосуки, куди прибуло 21 грудня.
30 грудня 1941 — 10 січня 1942 Широгане-Мару знову перейшло до Маршаллових островів, цього разу до атола Кваджелейн. Потім судно відвідало атоли Вотьє, Джалуїт, а 17 лютого вирушило та пройшло через Сайпан до Сасебо, якого досягло 28 лютого.

## Рейси у березні— серпні 1942
Протягом весни й літа 1942-го судно відвідало японські порти Йокосука, Айой, Токуяма, Сасебо, Йокогама, Нагасакі, Осака, Явата, Макіяма, побувало у Амої (наразі Сямень у китайській провінції Фуцзян), Гонконзі, Самасі, Юліні та Хайкоу (всі три на острові Хайнань), Сайгоні (наразі Хошимін у В'єтнамі), Такао (наразі Гаосюн на Тайвані), Мако (важлива база японського ВМФ на Пескадорських островах у південній частині Тайванської протоки), Рьоджуні (колишній Порт-Артур), Сейто (наразі Циндао).

## Рейс на Соломонові острови
На початку вересня 1942-го судно прийняло на борт п'ятсот осіб 16-го морського будівельного загону та 3 вересня полишило Сасебо. 13 вересня воно прибуло на схід Каролінських островів до атола Трук (ще до війни тут була створена потужна база японських ВМФ), а через дві доби рушило далі на південь до острова Бугенвіль (Соломонові острови).
Вранці 19 вересня Широгане-Мару було біля північного входу до Бугенвільскої протоки, котра розділяє острови Бугенвіль та Шуазель і веде, зокрема, до якірної стоянки Шортленд – прикритої групою невеликих островів Шортленд акваторії біля південного завершення острова Бугенвіль, де зазвичай відстоювались легкі бойові кораблі та перевалювались вантажі для відправдення далі на схід Соломонових островів. У той час його виявив підводний човен Amberjack, випущена яким торпеда поцілила Широгане-Мару в районі машинного відділення. Загинуло 3 осіби.
Дещо пізніше зі стоянки Шортленд прибули на допомогу есмінці «Амагірі» та «Хацуюкі». Широгане-Мару відбуксирували на стоянку та почали розвантажувати. 20 вересня судно відвели на мілину та посадили на ґрунт поблизу Буїна (порт на Бугенвілі). До кінця вересня більшість матеріалів 16-го будівельного загону зняли з Широгане-Мару, проте через неможливість буксирування полишене судно в середині жовтня стало остаточною втратою.